# Gestoofde appel

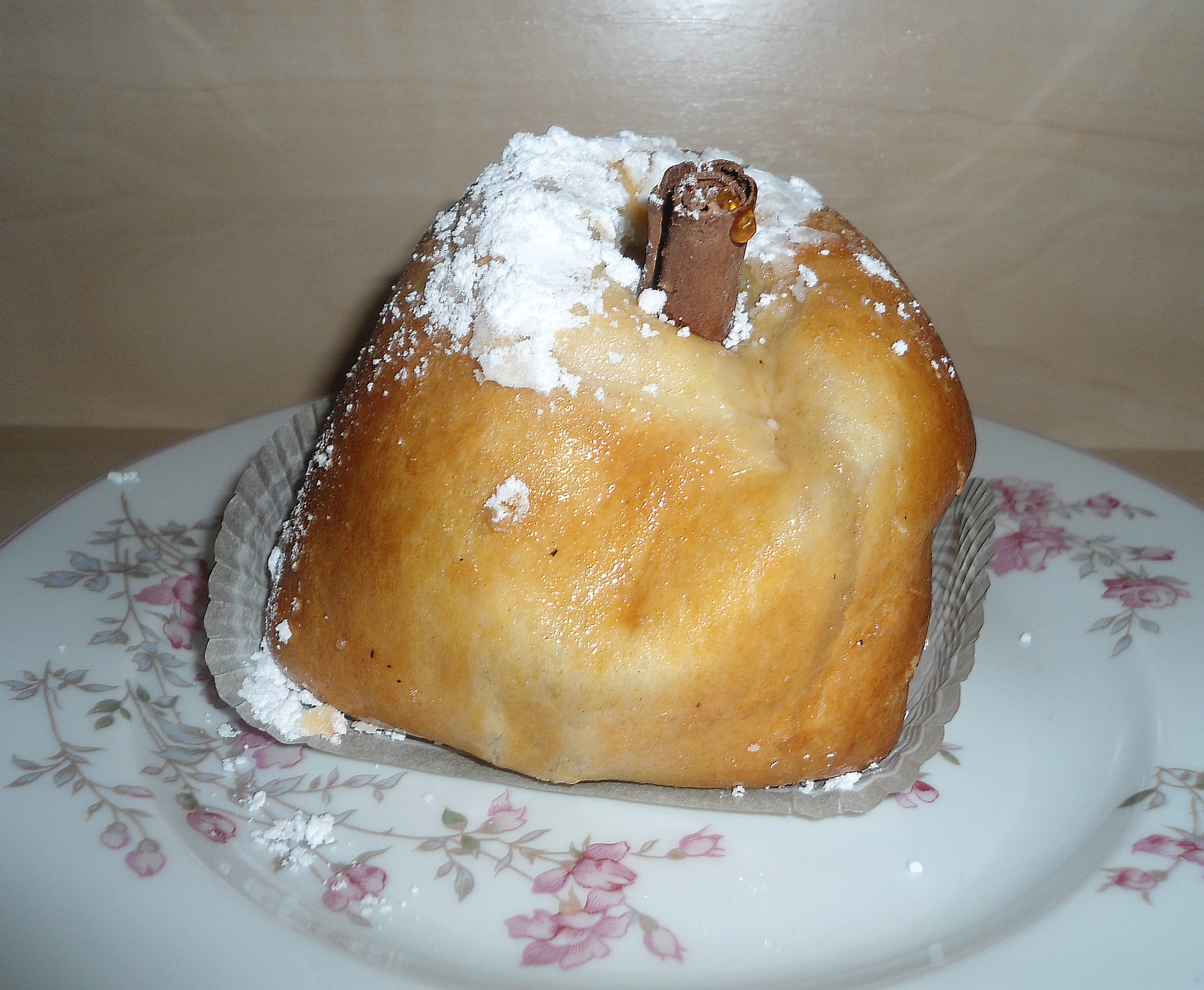
Rombosse

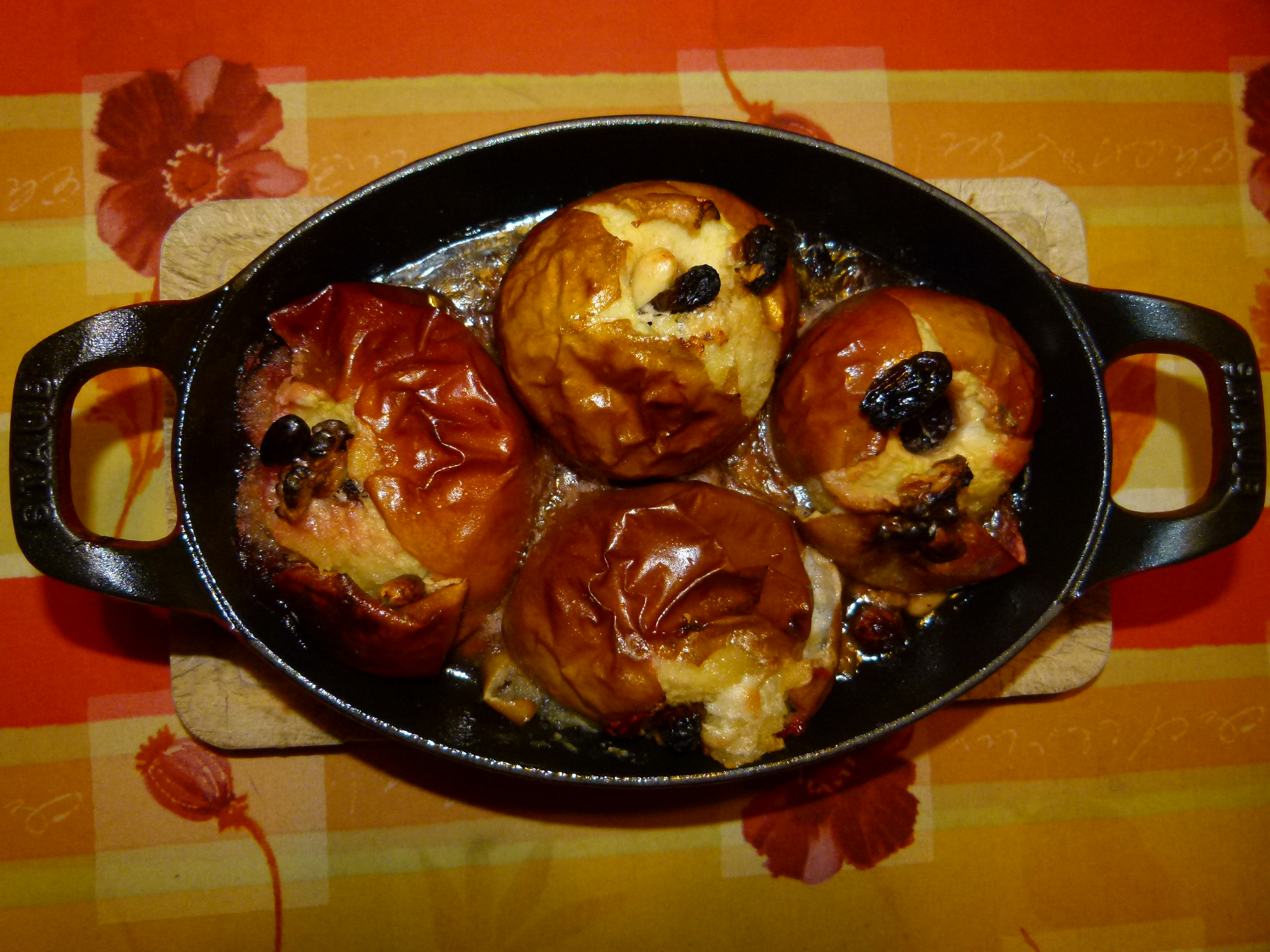
Pommes de bonne femme

Gestoofde appel of pommes bonne femme en in België rombosse, is een gerecht uit de klassieke keuken. Het is ook in de modernere keuken niet onbekend.
Een appel met een enigszins zure smaak, zoals de Schone van Boskoop (goudreinette), waarvan het klokhuis met een appelboor is verwijderd, wordt gegaard in de oven met boter, suiker en een beetje kaneel.
Er bestaan vele varianten op dit recept, zo wordt de appel ook wel gevuld met rozijnen of verschillende confituren.